# Аврора (Бугро)
«Аврора» (фр. L'Aurore) — картина французького художника Адольфа Вільяма Бугро. Зберігається у Бірмінгемському художньому музеї.
На картині зображена давньогрецька богиня Еос (відома також як Аврора), яка уособлює світанок. Згідно з міфологією поцілунок Аврори пробуджує квіти після нічного сну. Саме цей сюжет зобразив художник на полотні.